# 凌毅
凌毅（1883年—1930年3月10日），字蕉庵，安徽定远县城人。中国民主革命家，中华民国政治人物。

## 生平
少年时代，凌毅喜欢阅读《汉书》以及侠义传记。后来他于两江师范学堂肄业。他曾和黄兴、于右任等人组织长江流域的革命团体，和柏文蔚组织岳王会、信义会，他还加入中国同盟会，和赵声、汪立本等人著《兴汉》、《光汉》、《革命军》等书，宣传革命。清朝光绪三十二年（1906 年），徐锡麟安庆起义爆发，凌毅和凌雄洲秘密运送军火接济起义。宣统三年四月（1911 年），广州黄花岗起义爆发，凌毅被推举任金陵九镇代表，举兵响应黄花岗起义。同年，武昌起义爆发后，他参加民军会攻南京的战斗。后他任南京临时参议院议员、民元国会议员。民国二年（1913年）宋教仁遇刺身亡，他曾经提案弹劾袁世凯。二次革命爆发后，他南下跟随孙中山讨伐袁世凯。二次革命失败后，他到日本组织天健学会、国民社。1913年冬，他受孙中山命返回上海开展讨袁活动。这时他任中华革命党皖支部长、中华革命军皖江总司令。民国五年（1916年）袁世凯去世，他重任国会议员，和胡汉民等人组织丙辰俱乐部。后来他南下广东参加护法运动。民国七年（1918年）8月，安福国会在北京召开，他组织护法俱乐部。民国十三年（1924年）中国国民党改组，他受孙中山之约，参议总纲草案，并任宣传委员，还当选中国国民党第一次全国代表大会代表。1924年10月，北京政变爆发时，他和王用宾等人事先受孙中山委派已到北京，遂负责改编步军、驱逐溥仪出宫等事宜。事毕，凌毅担任步军统领、市政督办（后辞任）。
他于民国十九年（1930年）3月10日病逝于上海。